# Ауэрштедт
А́уэрштедт (нем. Auerstedt) — община в Германии, в земле Тюрингия. 
Входит в состав района Веймар. Подчиняется управлению Бад Зульца. Население составляет 458 человек (на 31 декабря 2010 года). Занимает площадь 8,48 км².
14 октября 1806 года близ города произошла часть двойной битвы при Йене-Ауэрштедте между армией Наполеона I и прусскими войсками, которая окончилась сокрушительным поражением пруссаков.